# 6-Stunden-Rennen von Fuji 2014

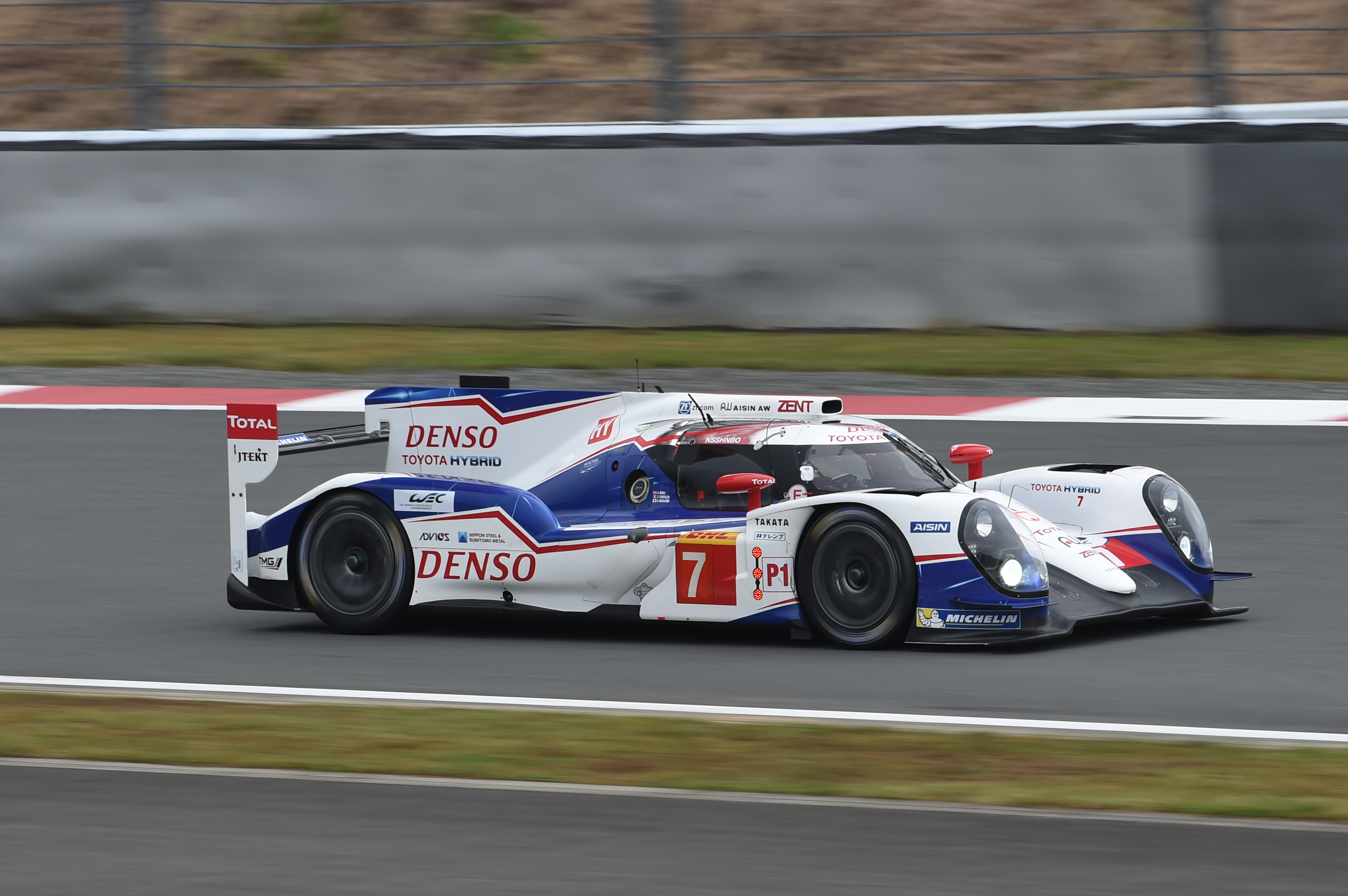
Der zweitplatzierte Toyota TS040 Hybrid von Alexander Wurz, Stéphane Sarrazin und Kazuki Nakajima

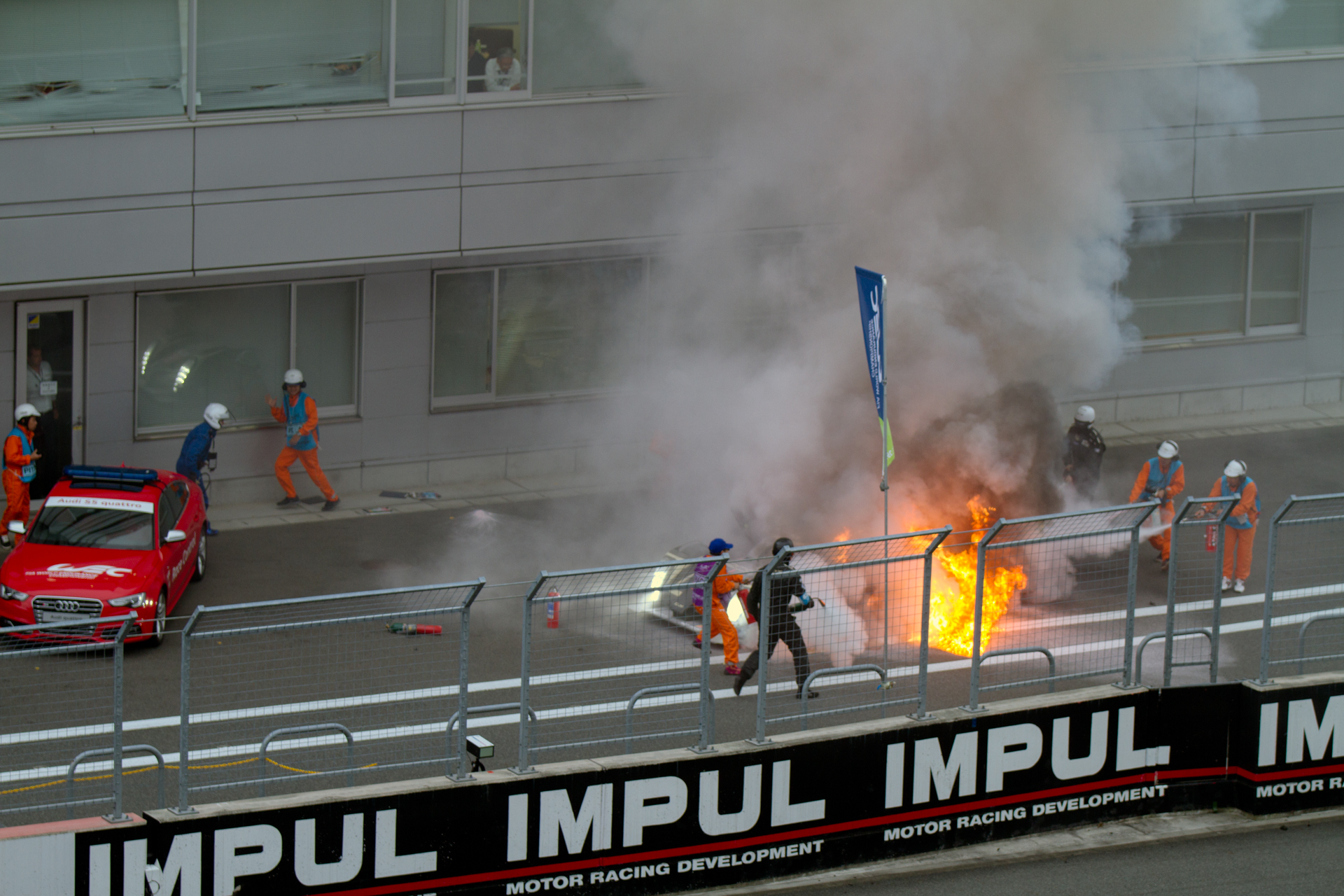
Der Kolles-CLM P1/01 brennt in der Boxengasse; Christophe Bouchut verabsäumte es nach einem Kabelbrand den eingebauten Feuerlöscher einzuschalten

Das 6-Stunden-Rennen von Fuji 2014, auch 2014 6 Hours of Fuji, fand am 12. Oktober auf dem Fuji Speedway statt und war der fünfte Wertungslauf der FIA-Langstrecken-Weltmeisterschaft dieses Jahres.

## Das Rennen
Beim Heimrennen auf der sich im Besitz von Toyota befindlichen Rennstrecke von Fuji gelang der japanischen Werksmannschaft mit den beiden TS040 Hybrid ein Doppelsieg. Anthony Davidson und Sébastien Buemi (Nicolas Lapierre war aus privaten Gründen nicht am Start) gewannen vor den Teamkollegen Alexander Wurz/Stéphane Sarrazin/Kazuki Nakajima. Als Gesamtdritte wurde das Trio Timo Bernhard/Brendon Hartley/Mark Webber im Porsche 919 Hybrid abgewinkt. 

## Ergebnisse

### Schlussklassement
| 1           | LMP1-H    | 8  | Toyota Racing         | Anthony Davidson Sébastien Buemi                      | Toyota TS040 Hybrid      | 236 |
| 2           | LMP1-H    | 7  | Toyota Racing         | Alexander Wurz Stéphane Sarrazin Kazuki Nakajima      | Toyota TS040 Hybrid      | 236 |
| 3           | LMP1-H    | 20 | Porsche Team          | Timo Bernhard Brendon Hartley Mark Webber             | Porsche 919 Hybrid       | 235 |
| 4           | LMP1-H    | 14 | Porsche Team          | Marc Lieb Romain Dumas Neel Jani                      | Porsche 919 Hybrid       | 234 |
| 5           | LMP1-H    | 1  | Audi Sport Team Joest | Tom Kristensen Loïc Duval Lucas di Grassi             | Audi R18 e-tron quattro  | 234 |
| 6           | LMP1-H    | 2  | Audi Sport Team Joest | André Lotterer Marcel Fässler Benoît Tréluyer         | Audi R18 e-tron quattro  | 233 |
| 7           | LMP2      | 26 | G-Drive Racing        | Roman Rusinov Olivier Pla Julien Canal                | Ligier JS P2             | 219 |
| 8           | LMP2      | 47 | KCMG                  | Matthew Howson Richard Bradley Alexandre Imperatori   | Oreca 03R                | 219 |
| 9           | LMP2      | 35 | OAK Racing            | Keiko Ihara Gustavo Yacamán Alex Brundle              | Morgan LMP2              | 216 |
| 10          | LMP2      | 27 | SMP Racing            | Sergey Zlobin Maurizio Mediani Nicolas Minassian      | Oreca 03R                | 215 |
| 11          | LMP1-L    | 13 | Rebellion Racing      | Dominik Kraihamer Andrea Belicchi Fabio Leimer        | Rebellion R-One          | 215 |
| 12          | LMP2      | 37 | SMP Racing            | Kirill Ladygin Anton Ladygin Viktor Shaitar           | Oreca 03                 | 212 |
| 13          | LMGTE-Pro | 51 | AF Corse              | Gianmaria Bruni Toni Vilander                         | Ferrari 458 Italia GT2   | 208 |
| 14          | LMGTE-Pro | 71 | AF Corse              | Davide Rigon James Calado                             | Ferrari 458 Italia GT2   | 208 |
| 15          | LMGTE-Pro | 99 | Aston Martin Racing   | Darryl O’Young Alex MacDowall Fernando Rees           | Aston Martin Vantage GTE | 208 |
| 16          | LMGTE-Pro | 91 | Porsche Team Manthey  | Richard Lietz Jörg Bergmeister                        | Porsche 911 RSR          | 207 |
| 17          | LMGTE-Am  | 95 | Aston Martin Racing   | David Heinemeier Hansson Kristian Poulsen Nicki Thiim | Aston Martin Vantage GTE | 207 |
| 18          | LMGTE-Am  | 98 | Aston Martin Racing   | Paul Dalla Lana Pedro Lamy Christoffer Nygaard        | Aston Martin Vantage GTE | 207 |
| 19          | LMGTE-Am  | 75 | Prospeed Competition  | François Perrodo Matthieu Vaxivière Emmanuel Collard  | Porsche 997 GT3-RSR      | 204 |
| 20          | LMGTE-Am  | 88 | Proton Competition    | Christian Ried Klaus Bachler Khaled Al Qubaisi        | Porsche 911 RSR          | 204 |
| 21          | LMGTE-Pro | 97 | Aston Martin Racing   | Darren Turner Stefan Mücke                            | Aston Martin Vantage GTE | 204 |
| 22          | LMGTE-Am  | 61 | AF Corse              | Bret Curtis Mike Skeen Jeroen Bleekemolen             | Ferrari 458 Italia GT2   | 203 |
| 23          | LMGTE-Pro | 92 | Porsche Team Manthey  | Patrick Pilet Frédéric Makowiecki                     | Porsche 911 RSR          | 202 |
| 24          | LMP1-L    | 12 | Rebellion Racing      | Nicolas Prost Nick Heidfeld Mathias Beche             | Rebellion R-One          | 179 |
| Ausgefallen |           |    |                       |                                                       |                          |     |
| 25          | LMP1-L    | 9  | Lotus                 | Christophe Bouchut James Rossiter Pierre Kaffer       | CLM P1/01                | 181 |
| 26          | LMGTE-Am  | 81 | AF Corse              | Steve Wyatt Michele Rugolo Andrea Bertolini           | Ferrari 458 Italia GT2   | 169 |
| 27          | LMGTE-Am  | 90 | 8 Star Motorsports    | Jeff Segal Paolo Ruberti Gianluca Roda                | Ferrari 458 Italia GT2   | 64  |

### Nur in der Meldeliste
Zu diesem Rennen sind keine weiteren Meldungen bekannt.

### Klassensieger
| Klasse    | Fahrer                   | Fahrer           | Fahrer       | Fahrzeug                 | Platzierung im Gesamtklassement |
| --------- | ------------------------ | ---------------- | ------------ | ------------------------ | ------------------------------- |
| LMP1-H    | Anthony Davidson         | Sébastien Buemi  |              | Toyota TS040 Hybrid      | Gesamtsieg                      |
| LMP1-L    | Dominik Kraihamer        | Andrea Belicchi  | Fabio Leimer | Rebellion R-One          | Rang 11                         |
| LMP2      | Roman Rusinov            | Olivier Pla      | Julien Canal | Ligier JS P2             | Rang 7                          |
| LMGTE Pro | Gianmaria Bruni          | Toni Vilander    |              | Ferrari 458 Italia GT2   | Rang 13                         |
| LMGTE Am  | David Heinemeier Hansson | Kristian Poulsen | Nicki Thiim  | Aston Martin Vantage GTE | Rang 17                         |

### Renndaten
- Gemeldet: 27
- Gestartet: 27
- Gewertet: 24
- Rennklassen: 5
- Zuschauer: unbekannt
- Wetter am Rennwochenende: Regen
- Streckenlänge: 4,563 km
- Fahrzeit des Siegerteams: 6:00:39,367 Stunden
- Runden des Siegerteams: 236
- Distanz des Siegerteams: 1076,860 km
- Siegerschnitt: 179,200 km/h
- Pole Position: Anthony Davidson – Toyota TS040 Hybrid (#8) – 1:26,473
- Schnellste Rennrunde: Mark Webber – Porsche 919 Hybrid (#20) – 1:27,759 = 187,200 km/h
- Rennserie: 5. Lauf zur FIA-Langstrecken-Weltmeisterschaft 2014